# Perijáparakit
Perijáparakit (Pyrrhura caeruleiceps) är en fågelart i familjen västpapegojor inom ordningen papegojfåglar.

## Utbredning och systematik
Fågeln delas in i två underarter med följande utbredning:
- P. c. caeruleiceps – norra Colombia i östra Andernas västsluttning (Cesar och Norte de Santander)
- P. c. pantchenkoi – Sierra de Perijá, på gränsen mellan Colombia och Venezuela

Den kategoriserades tidigare som en del av Pyrrhura picta.

## Status och hot
Arten kategoriseras av IUCN som starkt hotad.